# Болгарський глас
«Болгарський глас» (болг. «Бѫлгарски гласъ», «Български глас») з підзаголовком «Вісник політичний та книжковий» (болг. «Вестник политически и книжевни») — болгарська революційна газета, видавана з 17 квітня 1876 року по 27 серпня 1877 рік в Болграді (тоді Румунія). Редактором вісника був Кіро Тулешков, також в редагуванні брав участь як відповідальний редактор І. Іванов, а фінансувалася газета Михайлом Мумджиєвим. Була близька до Благодійного товариства та мала античорбаджийські позиції. Захищала Любена Каравелова, під чиїм впливом була редакція. Було видано 63 номери вісника. Вісник у собі зафіксував перебіг Квітневого повстання та Сербсько-турецької війни, а також дії чоти Ботева.